# Sebastiano Fusco
Sebastiano Fusco, noto anche con lo pseudonimo di Jorg Sabellicus e altri, (1944), è un saggista, scrittore e traduttore italiano.
È conosciuto soprattutto per la sua attività di studioso della letteratura di genere fantastico, fantascientifico e horror. È considerato uno dei maggiori esperti di H.P. Lovecraft.

## Biografia
Laureato in Ingegneria, giornalista professionista, studioso di esoterismo e di letteratura fantastica, dal 1970 ha pubblicato vari volumi e centinaia di pubblicazioni, a suo nome e sotto pseudonimo, sia come scrittore che come curatore e traduttore.
Come direttore editoriale della casa editrice Fanucci si è occupato (insieme a Gianfranco de Turris) delle edizioni di grandi autori del fantastico tra cui H.P. Lovecraft, Robert E. Howard, Arthur Conan Doyle. Sempre per Fanucci ha curato la collana in dodici volumi Tutto Lovecraft con Gianni Pilo.
Nel 2023, con Mondadori, ha pubblicato Il grande libro di H.P. Lovecraft, un corposo volume dedicato alla scrittura, alla vita e alla filosofia di H.P. Lovecraft - del quale è stato uno dei primi divulgatori in Italia.

## Opere (selezione)
- Magia dei numeri, Edizioni Mediterranee, 1978
- Magia pratica (come Jorg Sabellicus), Edizioni Mediterranee, 1982
- La chiave di Salomone: la magia evocatoria, Venexia, 2005
- La storia del Necronomicon di H. P. Lovecraft, Venexia, 2007
- Il mistero dei teschi di cristallo, Edizioni Mediterranee, 2008
  - Le mystère des crânes de cristal, Courrier du Livre, 2017
- Le vie dell'occulto, 2018I quadrati magici : prevedere, capire gli eventi, conoscere se stessi (come Jorg Sabellicus), Edizioni Mediterranee, 2020
- Il grande libro di H.P. Lovecraft, Mondadori, 2023, ISBN 978-88-510-8275-8.

Con Gianfranco de Turris
- Obiettivo sugli UFO, Roma, Mediterranee, 1975
- Howard Philips Lovecraft, Roma, La Nuova Italia, 1979, ISBN 978-88-221-2398-5
- L'ultimo demiurgo e altri saggi lovecraftiani, Chieti, Edizioni Solfanelli, 1989, ISBN 978-88-7497-313-2
- Le meraviglie dell’impossibile, Milano-Udine, Mimesis, 2016
- Pseudobiblia I libri che non esistono, Milano, Bietti, 2020
- Terrae incognitae, Luoghi che non esistono, Milano, Bietti, 2021
- Nuove Meraviglie dell’impossibile, Milano, Jouvence, 2021

## Premi
Premio Italia 1979